# 오아사역
오아사역(일본어: 大麻駅 오오아사에키[*])은 일본 홋카이도 에베쓰시에 있는 홋카이도 여객철도 하코다테 본선의 역이다. 역 번호는 A06이며, 상대식 승강장 2면 2선의 구조를 가진 지상역이다.

## 타는 곳
| 1 | ■ 하코다테 본선 (상행) | 삿포로 · 오타루 방면     |
| 2 | ■ 하코다테 본선 (하행) | 에베쓰 · 이와미자와 방면 |

## 이용 현황
| 승차 인원 추이 | 승차 인원 추이 |
| 연도           | 하루 평균 인수 |
| -------------- | -------------- |
| 2003           | 8,120          |
| 2004           | 8,070          |
| 2005           | 8,310          |
| 2006           | 8,260          |
| 2007           | 8,150          |
| 2008           | 7,880          |
| 2009           | 7,660          |
| 2010           | 7,590          |

## 역 주변
- 에베쓰 시청 오아사 출장소
- 호쿠요 은행 놋포로 지점 오아사 출장소
- 홋카이도 은행 오아사 출장소
- 에베쓰 시민 문화홀
- 오아사 체육관
- 국도 제12호선
- 삿포로 가쿠인 대학
- 라쿠노 가쿠엔 대학
- 호쿠쇼 대학
- 홋카이도 농업협동조합 학교 (JA 칼리지)
- 홋카이도립 도서관
- 홋카이도 교육 연구소
- 홋카이도 정보처리 교육센터
- 홋카이도립 종합 연구기구 식품가공연구센터
- 홋카이도 자치 연수소
- 홋카이도립 매장문화재 센터

## 인접 정차역
| 홋카이도 여객철도 ■ 하코다테 본선 | 홋카이도 여객철도 ■ 하코다테 본선     | 홋카이도 여객철도 ■ 하코다테 본선 |
| --------------------------------- | ------------------------------------- | --------------------------------- |
| H03 시로이시 삿포로 · 오타루 방면 | ● 구간쾌속 "이시카리 라이너" B        | A07 놋포로 이와미자와 방면        |
| A05 신린코엔 삿포로 · 오타루 방면 | ● 구간쾌속 "이시카리 라이너" A ● 보통 | A07 놋포로 이와미자와 방면        |